# Halle du marché d'Oulu
La halle du marché d'Oulu (finnois : Oulun kauppahalli) est un bâtiment construit en bordure de la Place du marché de Oulu en Finlande.

## Histoire
Dès 1889, le conseil municipal d'Oulu décide de construire un marché couvert en raison de la réglementation devenue plus stricte à l'époque en matière d'hygiène alimentaire. En particulier, la boucherie devait être transférée du marché ouvert à l'abri de la halle.
Le bâtiment de styles néo-gothique et Art nouveau est conçu par les architectes Karl Lindahl et Valter Thomé et sa construction s'achève en 1901. 
Elle comporte alors 62 stands en bois alignés le long des deux corridors longitudinaux.
Cent années plus tard, la halle est toujours active.
Elle comprend, entre autres, un café et des épiceries, principalement des magasins de poisson et de viande.
En avril 2019, le conseil des bâtiments d'Oulu autorise la rénovation de la halle du marché,.

## Galerie

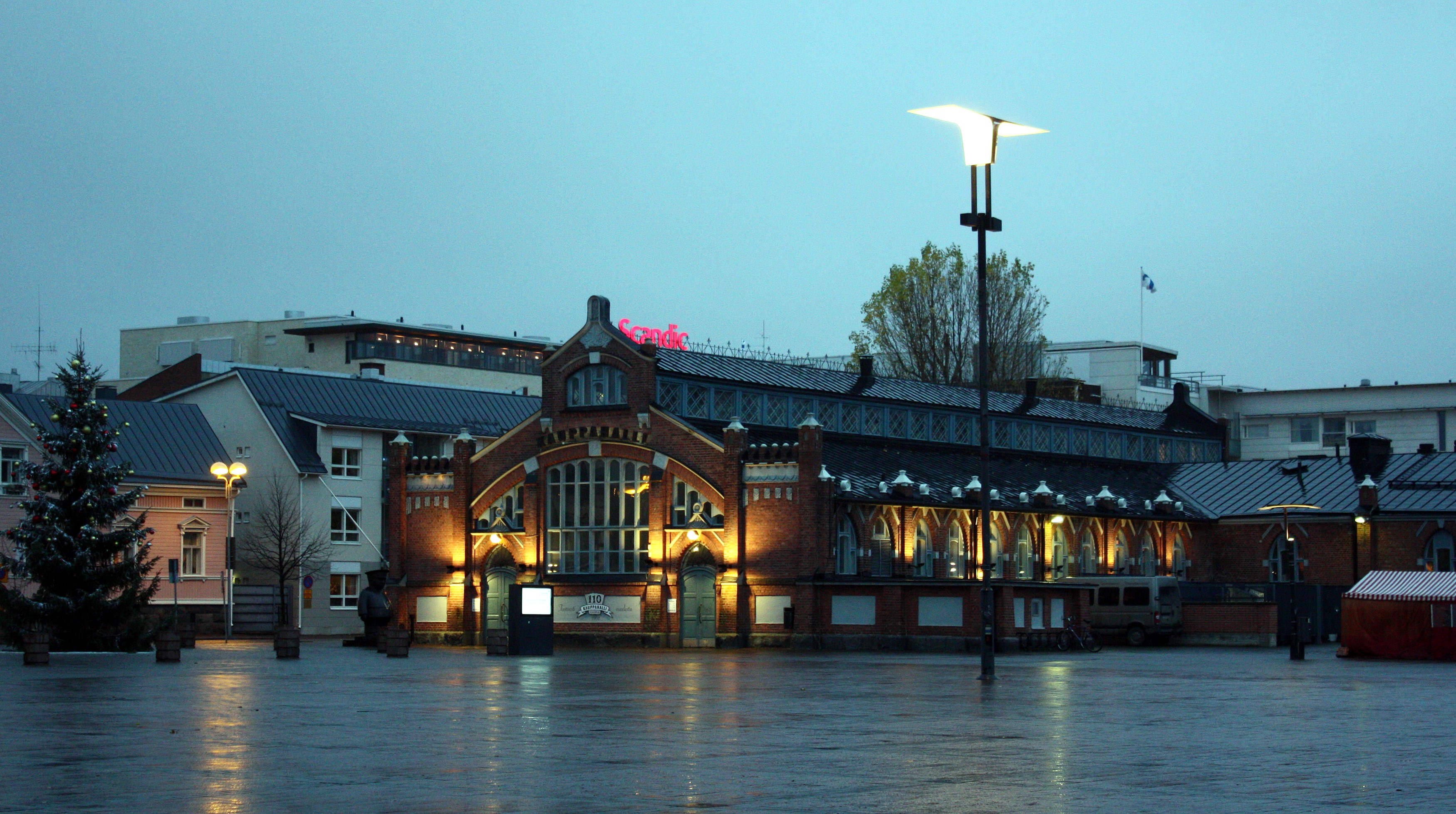
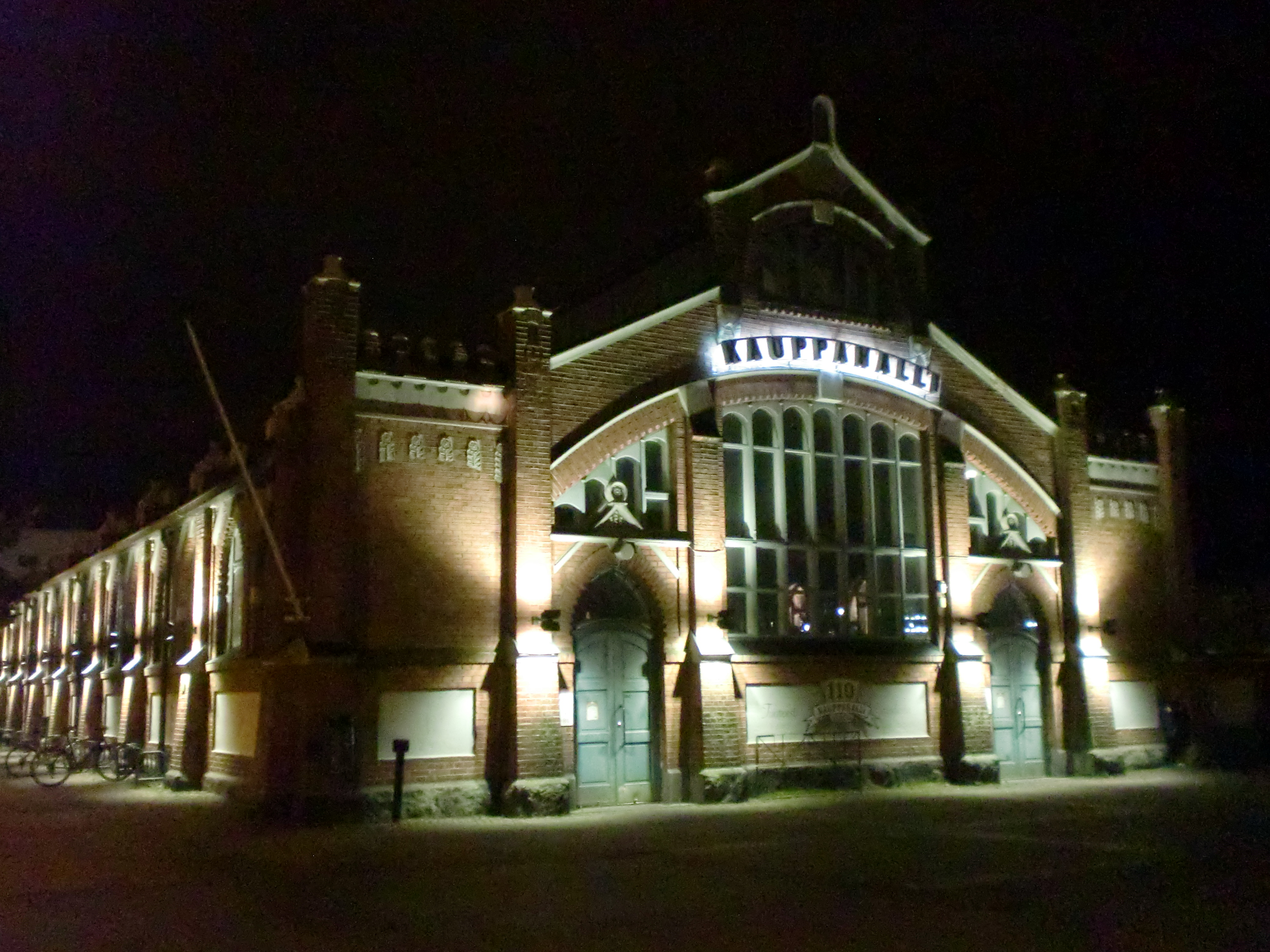
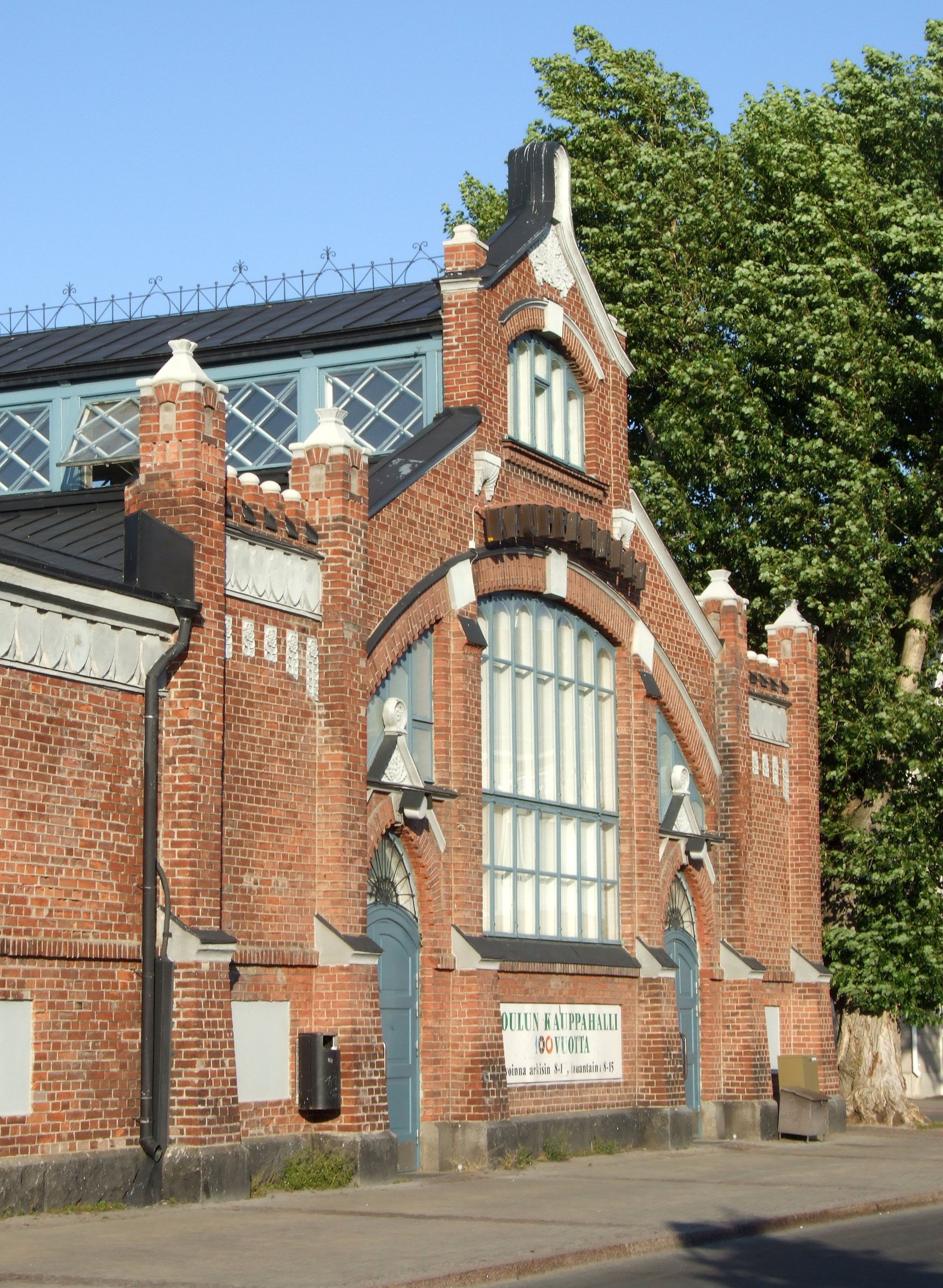

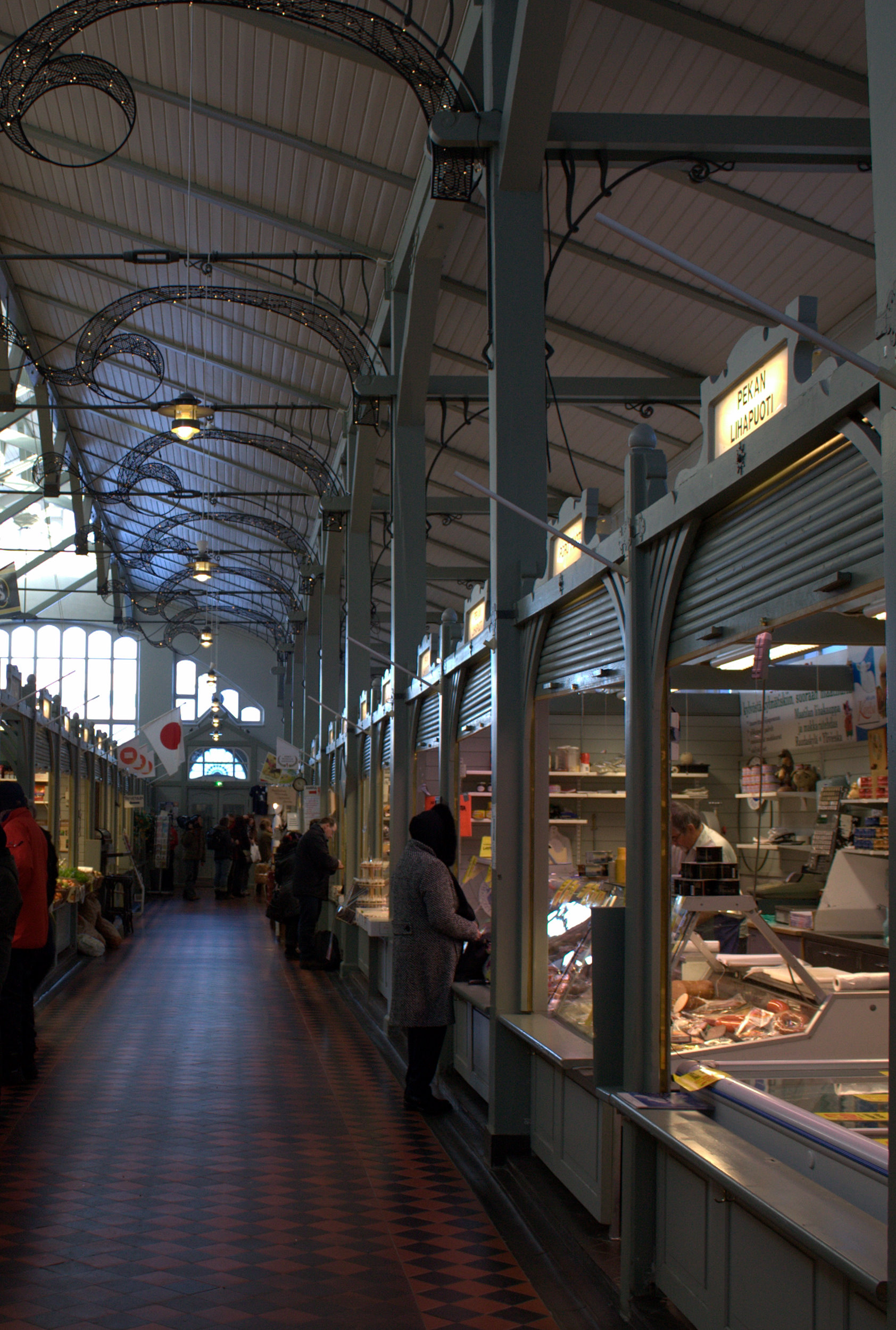
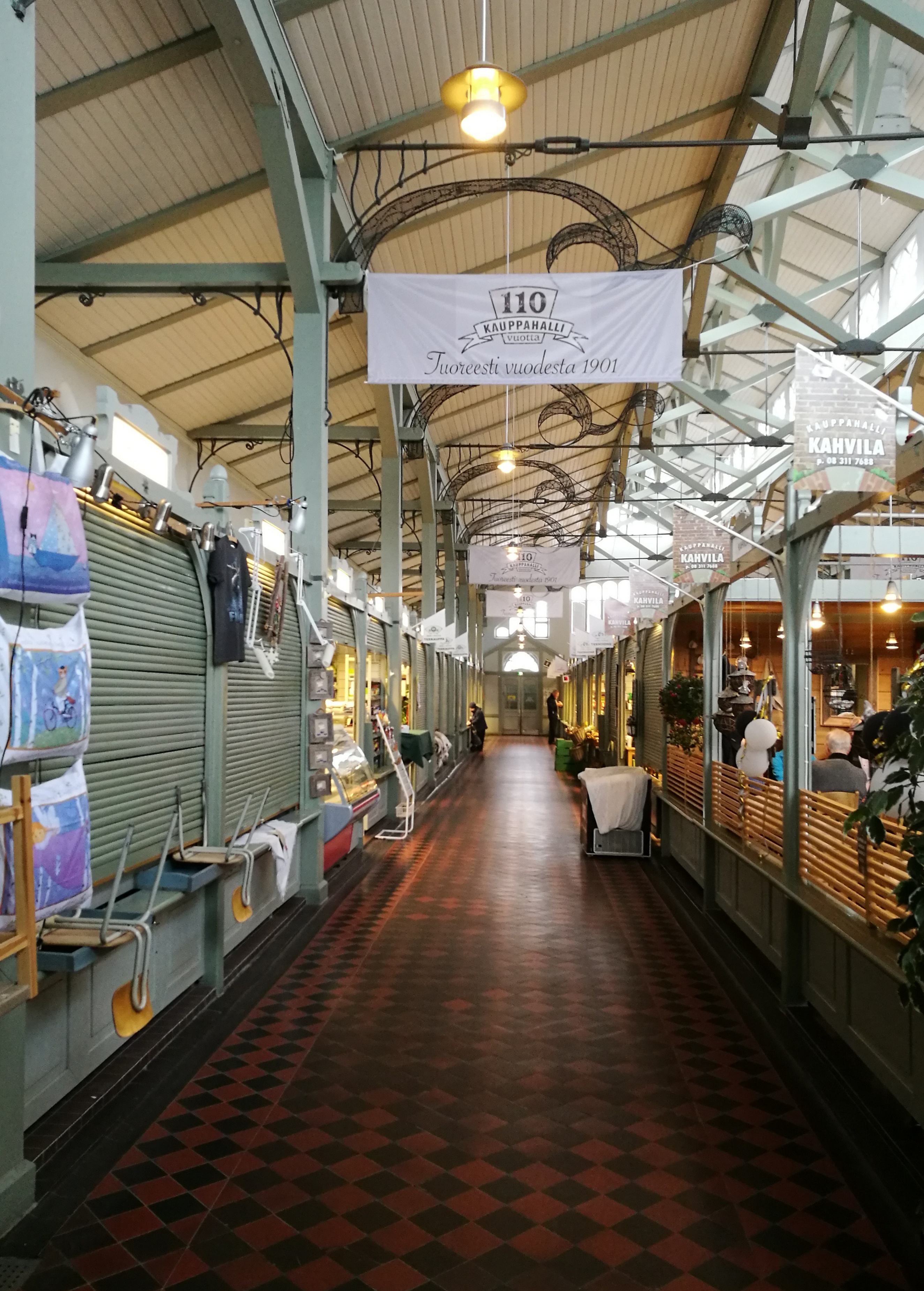
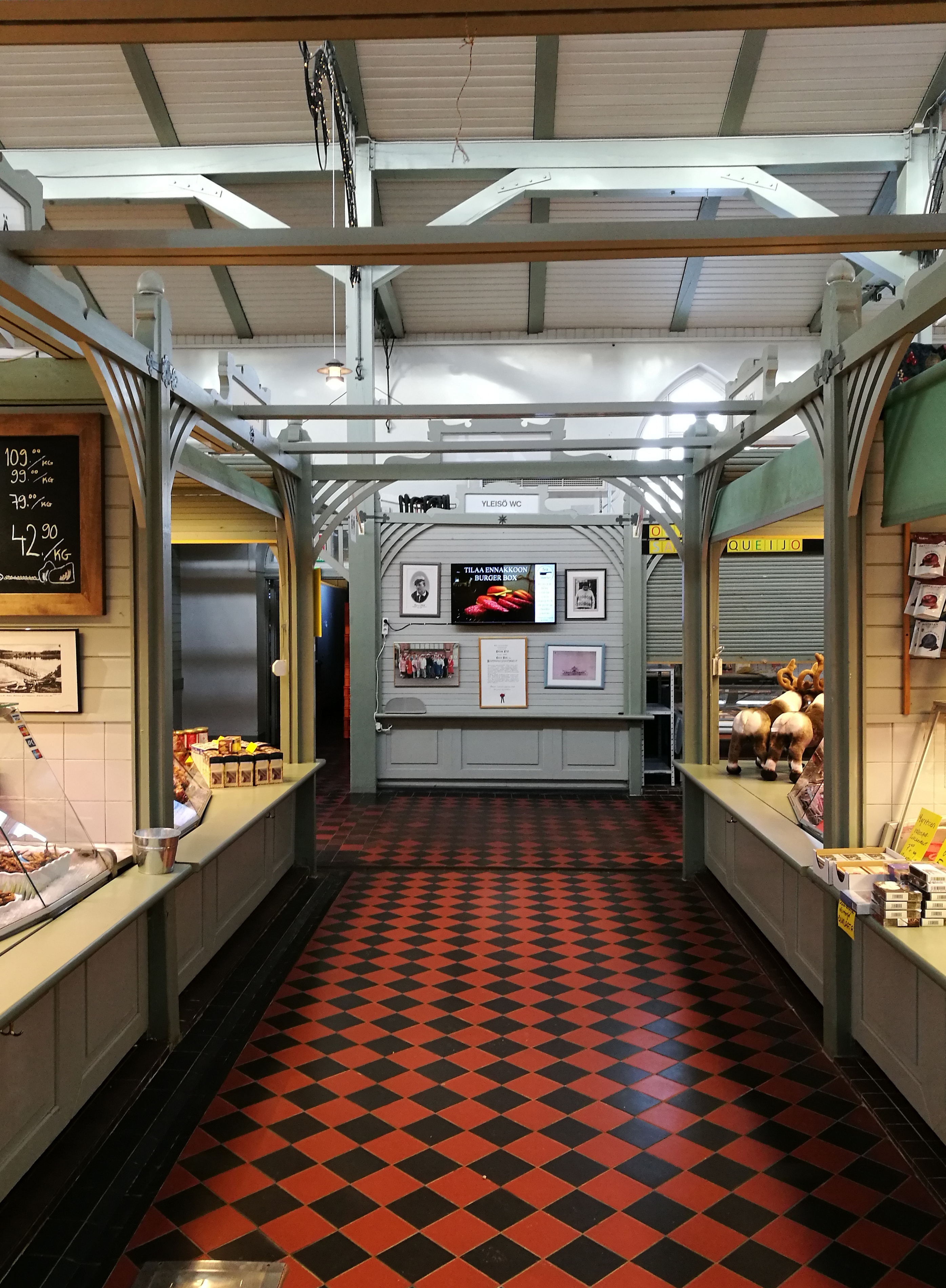